# Denny Dent
Dennis „Denny” Dent (ur. 5 kwietnia 1948, zm. 29 marca 2004) – amerykański malarz, znany z błyskawicznego malowania dużych portretów znanych gwiazd (głównie muzyków).